# Hormizd IV.
Hormizd IV. (perzijsko هرمز چهارم‎), sin šaha Kozrava I., ki je od leta 579 do 590 vladal kot enaindvajseti perzijski veliki kralj (šah), * ni znano, † 590.

## Osebnost
Hormizd IV. je bil ukazovalen in nasilen vladar, vendar ne povsem brezsrčen. Nekaj zelo značilnih zgodb o njem je napisal perzijski učenjak Al-Tabari. 
Hormizdov oče je simpatiziral s plemstvom in duhovščino, on sam pa je zaščitil male ljudi in uvedel strogo disciplino na dvoru in v armadi. 
Ko so zaratustrski duhovniki zahtevali preganjanje kristjanov, je njhovo zahtevo zavrnil z obrazložitvijo, da sta dvor in vlada lahko varna samo z naklonjenostjo obeh konkurenčnih religij. Posledica njegove zavrnitve je bila močna opozicija v vladajočih razredih, ki je privedla do številnih usmrtitev in zaplemb premoženja.

## Vladanje
Ko je Hormizd IV. leta 579 zasedel perzijski prestol, je pobil vse svoje brate. Od očeta je nasledil vojno z Bizantinskim cesarstvom na zahodu in Turki na vzhodu. Mirovna pogajanja s cesarjem Tiberijem II. so se ravno začela,  vendar je Hormizd IV. oholo zavrnil vse zahteve, da vrne karkoli je osvojil njegov oče. Mnenja bizantinskih piscev Teofilakta Simokata, Menandra Protektorja in Ivana iz Efeza, ki so v celoti opisali pogajanja, so bila zato zanj vse prej kot ugodna.

### Vojne in nasprotniki

#### Mavricij
Cesar Tiberij II. se je zato odločil, da bo obrzdal nadutega kralja in na vzhod poslal Mavricija, da napade Kurdistan. Mavricij je za naslednje leto načrtoval vdor v Medijo v južni Mezopotamiji, vendar mu to ni uspelo, ker je gasanidski kralj al-Mundir njegov načrt domnevno izdal Hormizdu IV..  Mavricij se je moral na hitro umakniti. Na poti je naletel na perzijskega generala Adarmahana in ga premagal.
Leta 582 je perzijski general Tamkozrav prekoračil perzijsko-rimsko mejo in napadel Konstantino v Osroeni. Njegov napad, ki se je sicer končal s porazom in njegovo smrtjo, je kljub temu tako poslabšal razmere v Bizantinskem cesarstvu, da je Tiberij II. prisilil Mavricija, da se takoj vrne v Konstantinopel. Zamenjal ga je general Ivan Mistakon, ki je medtem napadel Perzijce na sotočju Nimfije in Tigrisa. Perzijci so ga porazili in prisilili k umiku. Po še enem porazu ga je zamenjal general Filipik. 

#### Filipik
Filipik je leta 584 in 585 prodrl globoko na perzijsko ozemlje. Perzijci so se mu leta 585 maščevali z napadom na Monokartij in Martiropol. Naslednje leto jih je Filipik težko porazil pri Solahonu in oblegal trdnjavo Klomaron. Po neuspelem obleganju se je umaknil v Amido in leta 587 poveljstvo prepustil generalu Herakliju Starejšemu, očetu bizantinskega cesarja Heraklija.
Leta 588 so se bizantinski vojaki uprli. Perzijci so izkoristili njihov upor in ponovno neuspešno napadli Konstantino. Bizantinci so se jim za napad maščevali z enako neuspešnim napadom na armensko pokrajino Arzaneno, v katerem so kljub temu porazili perzijsko vojsko pri Martiropolu. 
Leta 589 so Perzijci napadli Martiropol in ga po dveh zmagah nad Filipikom zavzeli. Filipika so odpoklicali in ga zamenjali z generalom Komentiolom. Novi poveljnik je pri Sisauranu dvakrat porazil perzijsko vojsko in začel oblegati Martiropol. Ko je bilo obleganje na višku, so po Perziji začele krožiti novice o turški invaziji. 

#### ahram Čobin
Turki so zasedli Balh in Herat in začeli prodirati v središče Perzije, ko je Hormizd IV. proti njim končno poslal vojsko pod poveljstvom generala Bahrama Čobina. Čobin je napadel Balh, porazil Turke, ubil njihovega kana in ujel njegovega sina.
Kmalu potem, ko je bil napad s severa odbit, je Čobin odšel na zahodno fronto, da bi se bojeval proti Bizantincem. Na začetku je bil uspešen. Vdrl je v gruzijsko pokrajino Svaneti in odbil ofenzivi Kavkaških Ibercev in Bizantincev proti  Kavkaški Albaniji, v bitki z bizantinskim generalom Romanom ob reki Araks pa je doživel poraz.
Hormizd, ljubosumen zaradi Bahramove rastoče slave, ga je želel za poraz ponižati in mu je za nošenje poslal garnituro ženskih oblačil. Bahram mu je na ponižanje odgovoril z izredno žaljivim pismom. Besni Hormizd je nadenj poslal vojsko, da bi ga aretirala, vojska pa je namesto tega prestopila na njegovo stran. Bahram se je z združeno vojsko vrnil v Perzijo, odstavil oholega šaha in se razglasil za šaha Bahrama VI.. 

## Odstavitev
Hormizdovo obnašanje je postalo tako neznosno, da se mu je njegov sin Kozrav odkrito uprl in državi je grozila državljanska  vojna. Perzijski velikaši so Hormizda odstavili in oslepili in za njegovega naslednika razglasili sina Kozrava II..
Hormizdova smrt je v pisnih virih opisna različno. Teofilakt Simokat trdi, da so ga ubili nekaj dni potem, ko so ga oslepili, armenski zgodovinar Sebeos pa trdi, da so ga ubili njegovi dvorjani.